# Рудниковская (платформа)
Рудниковская — остановочный пункт Большого кольца Московской железной дороги в Воскресенском районе Московской области. Относится к Московско-Рязанскому региону Московской железной дороги.
Расположена на однопутном участке (ветви) Большого кольца Ильинский Погост — Егорьевск-2 — Воскресенск. Названа по находящемуся в данном районе крупнейшему фосфоритному руднику.
О.п. имеет одну боковую высокую платформу. По о.п. проходит 1 электропоезд на Куровскую, 1 по выходным на Егорьевск, 1 на Детково и 1 по выходным на Воскресенск. Прямого сообщения с Москвой не имеет.
К югу от платформы находится рабочий посёлок Фосфоритный.
К западу от платформы находится переезд автодороги Воскресенск — Егорьевск. За переездом находится путевой пост 13 км, где к линии примыкает подъездной путь с юга. В некоторых источниках пост называется Тупик 13 км, к которому кроме того ошибочно приписывается остановка одного из электропоездов вместо Рудниковской.